# Jan Leopold z Ditrichštejna
Jan Křtitel Leopold hrabě z Ditrichštejna (uváděný též jen jako Leopold) (Johann Baptist Leopold Graf von Dietrichstein) (24. prosince 1703 Brno – 11. března 1773 Brno) byl moravský šlechtic z rodu Ditrichštejnů. V průběhu života vlastnil několik velkých panství na jižní Moravě (Boskovice, Sokolnice, Lysice, Židlochovice) a zastával vysoké funkce ve správě Moravského markrabství (v letech 1738–1747 byl nejvyšším zemským komořím). Proslul svými aktivitami v charitě a podporou katolické církve, k jeho nejvýznamnějším počinům patří založení brněnského kláštera Milosrdných bratří s dodnes fungující nemocnicí. Jako investor četných stavebních zakázek zaměstnával v Brně i na svých venkovských panstvích architekta F. A. Grimma.

## Mládí a kariéra

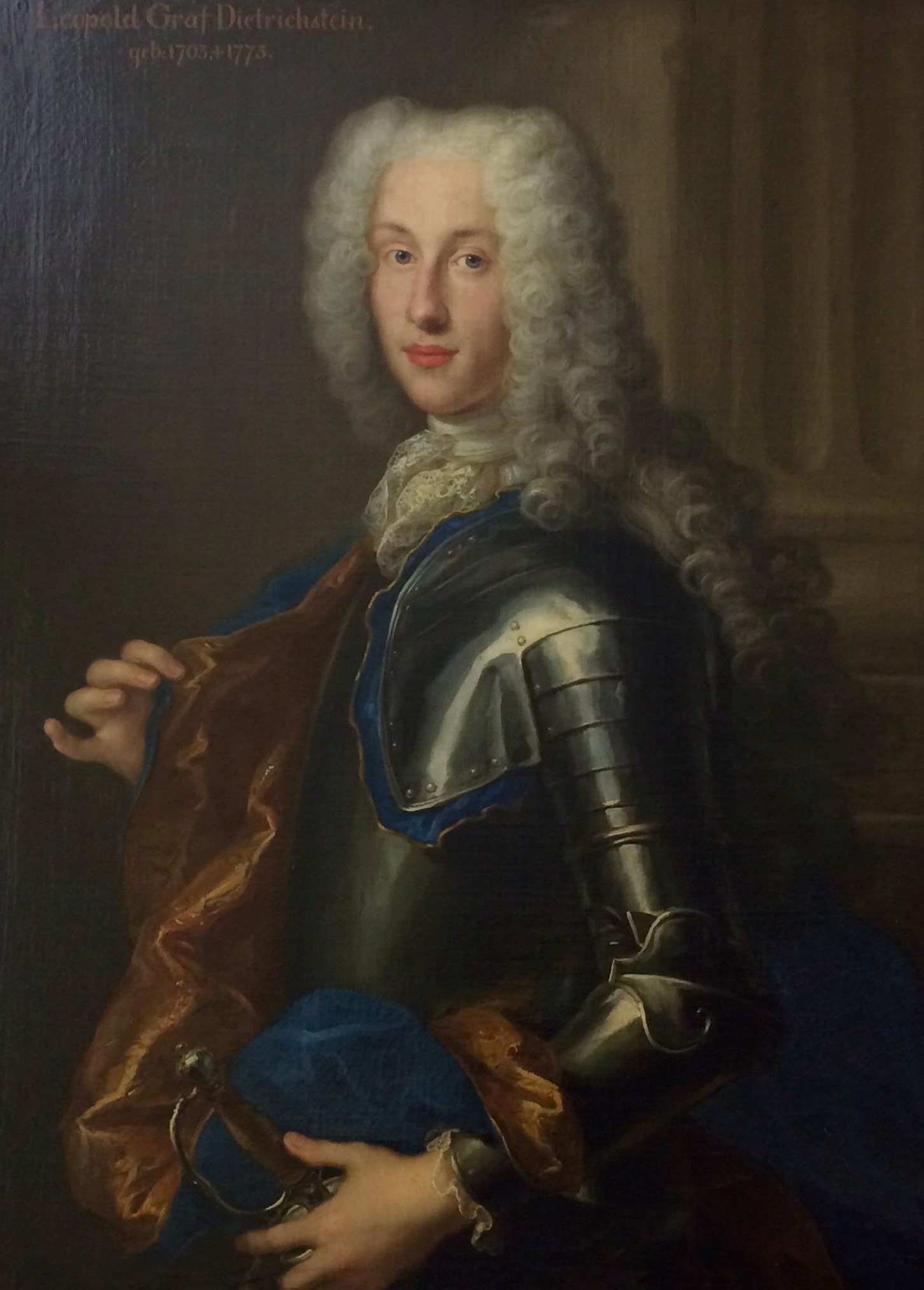
Portrét ze sbírek zámku Mikulov

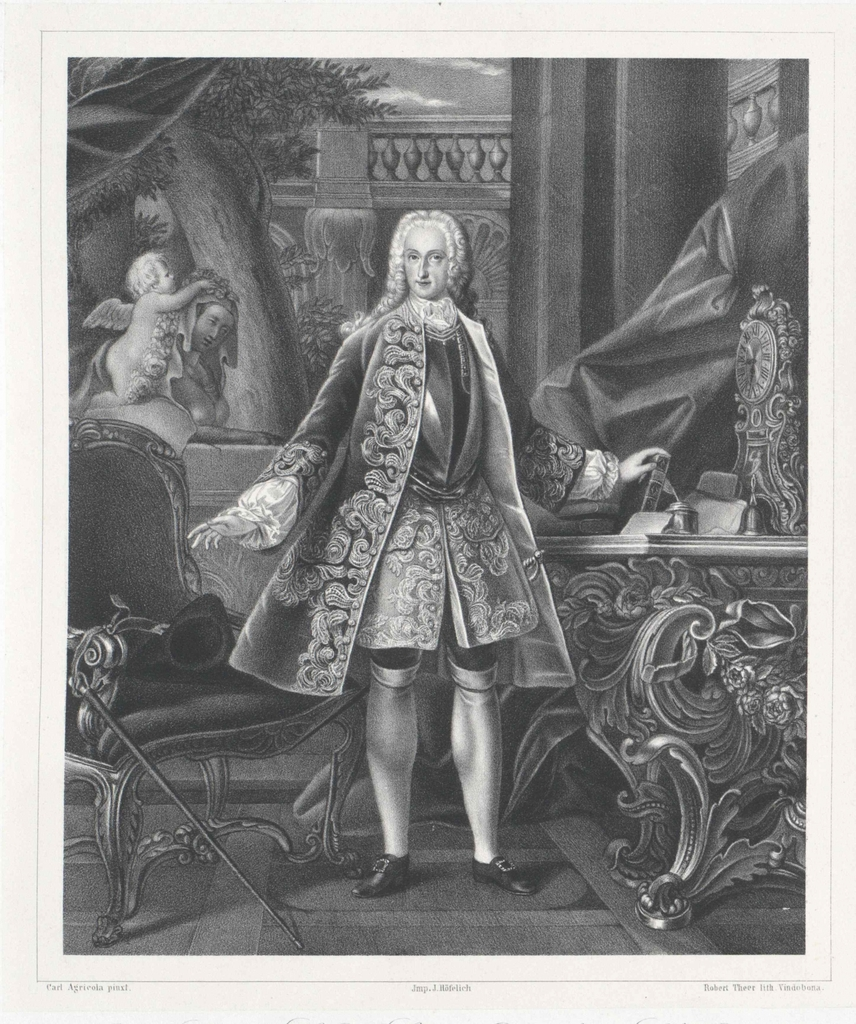
Rytina z poloviny 18. století ze sbírek Rakouské národní knihovny

Pocházel z knížecí mikulovské linie starobylého rodu Ditrichštejnů, narodil se v Brně jako mladší syn knížete Waltera Xavera z Ditrichštejna (1664–1738) a jeho druhé manželky Karolíny Maxmiliány, rozené hraběnky Pruskovské z Pruskova (1674–1734). Byl vychováván spolu se starším bratrem Karlem Maxmiliánem (1702–1784), vyrůstali v Brně, kde rodině patřil Ditrichštejnský palác na Zelném trhu (otec Walter Xaver tehdy dlouhodobě zastával vysoké správní funkce na Moravě). Výchova obou bratrů byla zaměřena především na výuku jazyků. Po soukromých studiích absolvovali bratři kavalírskou cestu, která trvala pět let (1719–1724) a rodinné finance zatížila částkou ve výši 50 000 zlatých. Jejich cesta začala v listopadu 1719 v Salcburku, kde pobývali téměř dva roky a doplnili si vzdělání na zdejší univerzitě. Na přelomu let 1721–1722 procestovali řadu německých měst, poté pokračovali do Nizozemi a Belgie (tehdejší Rakouské Nizozemí), kde absolvovali další krátké studijní pobyty na univerzitách v Leidenu a Lovani. Od září 1722 do září 1723 pobývali ve Francii a během návštěvy Paříže se v říjnu 1722 zúčastnili korunovace Ludvíka XV. v Remeši. Další rok pak strávili v Itálii, z toho od března do září 1724 žili v Římě. Přes Innsbruck a Salcburk se pak vrátili na Moravu a do cílové destinace v Mikulově dorazili v prosinci 1724 po pěti letech pobytu v zahraničí.
Krátce po návratu z cest vstoupil Jan Leopold do státních služeb, začínal jako vládní rada dolnorakouského zemského gubernia, byl také jmenován císařským komorníkem a později tajným radou. Poté se vrátil na Moravu, kde v roce 1737 krátce zastával funkci nejvyššího zemského sudího (respektive prezidenta apelačního soudu) a v letech 1738–1747 nejvyššího zemského komorníka. Na tento úřad rezignoval v říjnu 1747 a další veřejné funkce již nezastával. Na jeho postavení ve vyšší společnosti na Moravě to ale nic nezměnilo, protože v červnu 1748 na svém zámku v Židlochovicích hostil císaře Františka Štěpána Lotrinského a jeho manželku Marii Terezii.

## Majetkové poměry a stavební aktivity

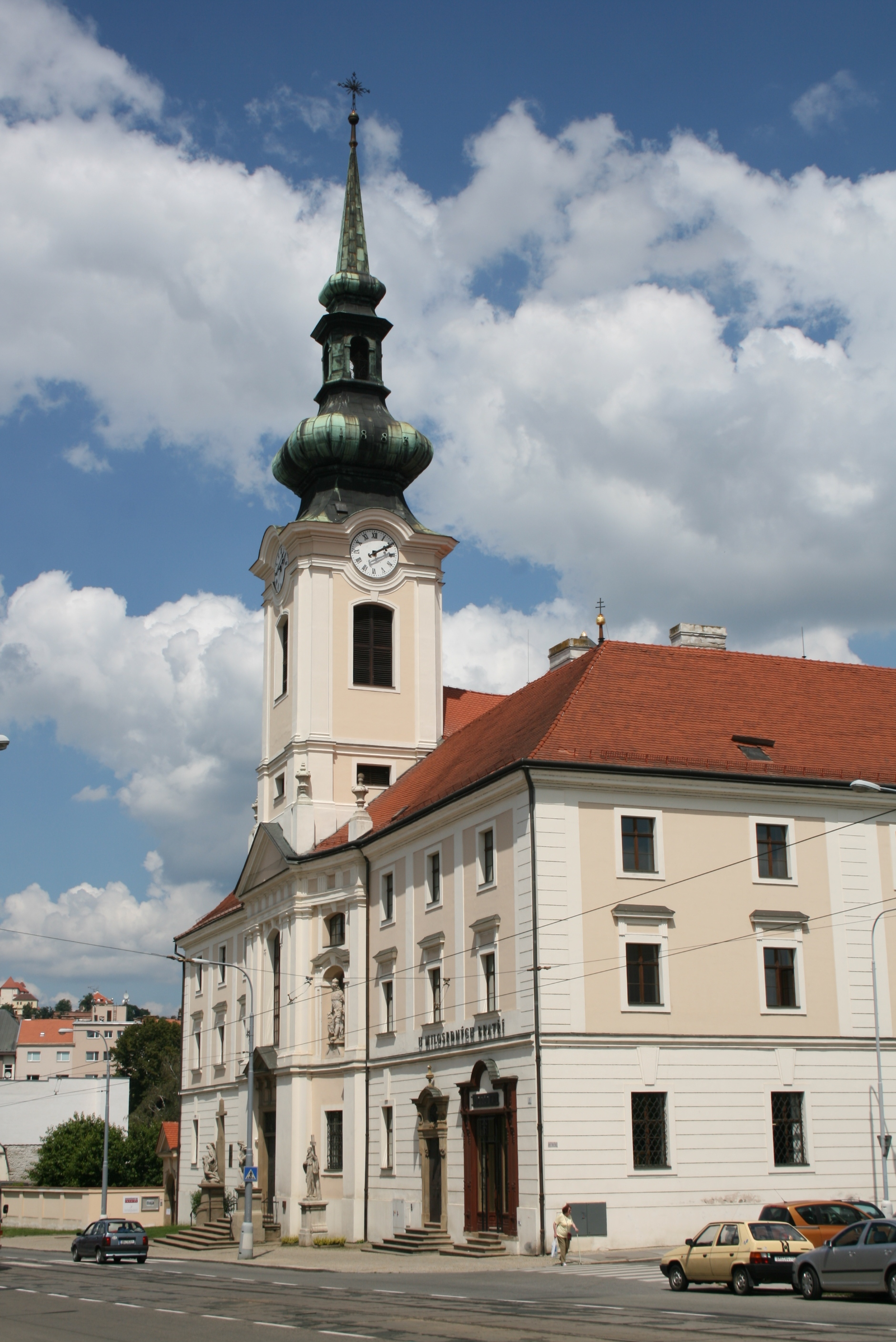
Klášter milosrdných bratří v Brně s kostelem sv. Leopolda

Již v roce 1725 dostal od svého otce jeden z rodových paláců v Brně. Jednalo se o pozdější Salmův palác v Židovské ulici (dnešní Masarykova třída). Tento palác byl pro rozlišení od Ditrichštejnského paláce na Zelném trhu označován jako dolní nebo hraběcí. V roce 1738 si s bratrem Karlem Maxmiliánem rozdělil rodové dědictví po zemřelém otci Walteru Xaverovi. I když Karel Maxmilián se jako dědic knížecího titulu stal hlavou rodu, majetkové podíly obou bratrů měly stejnou hodnotu zhruba půl miliónu zlatých. Jan Leopold zdědil panství Boskovice a Sokolnice, dále pak dům v Brně na Velkém náměstí (dnešní Herringův palác na náměstí Svobody) a ještě jeden dům na předměstí Brna v dnešní Křenové ulici.
Ještě v roce 1738 obdržel od bratra Karla Maxmiliána v rámci majetkového vyrovnání částku 60 000 zlatých a téhož roku koupil z pozůstalosti po Antonínu Amatovi Serényim panství Lysice a Drnovice. I když lysický zámek prošel krátce předtím nákladnou barokní úpravou, Jan Leopold zde nepobýval a vzhledem ke svým dalším transakcím prodal Lysice již v roce 1745 za 180 000 zlatých rodině Piatiů. V sousedství zděděných Boskovic koupil v roce 1739 statek Malé Hradisko, který pak v roce 1762 prodal premonstrátům z olomouckého kláštera Hradisko. Významnou akvizicí bylo zakoupení panství Židlochovice, které získal v roce 1743 od dědiců dvorského kancléře Filipa Ludvíka Sinzendorfa za 1 100 000 zlatých. Protože ale nesplnil podmínky kupní smlouvy, panství přenechal v roce 1748 svému bratrovi Karlu Maxmiliánovi (za částku 1 150 000 zlatých) a ten následně vyrovnal pohledávky Sinzendorfů. Krátce před prodejem panství hostil Jan Leopold na židlochovickém zámku v červnu 1748 císaře Františka Štěpána Lotrinského. Císaře zaujaly pozoruhodné zahrady ve francouzském stylu a na jeho doporučení sem o týden později zavítala i Marie Terezie během své návštěvy na Moravě.
Ve svých stavebních aktivitách zaměřil Jan Leopold svou pozornost především na palác v Brně, který hodlal radikálně přestavět. Proto již v roce 1738 koupil za 7 500 zlatých sousední Freybergův dům a v následujících letech další sousedící zahrady a pozemky. Při přestavbě paláce se dostal do sporu s františkánským klášterem, který požadoval ponechání volného prostoru před sakristií kostela sv. Máří Magdaleny. Spor trval několik let a dostal se až k císaři, nakonec došlo ke smíru a palác byl dokončen v roce 1745. Nejprve se stavělo podle projektu Ludwiga Sebastiana Kaltnera, poté Jan Leopold přizval Františka Antonína Grimma, který pro rodinu Ditrichštejnů pracoval dlouhodobě. Grimm byl také autorem přestavby zámku v Sokolnicích, jeho barokní podoba však zanikla v pozdějších novogotických úpravách. Jako donátora přestavby sokolnické zámecké kaple sv. Kříže připomíná Ditrichštejna nápis nad portálem. Grimmovou prací byla také přestavba panské rezidence v Boskovicích kolem roku 1760.
Jan Leopold z Ditrichštejna proslul také svým působením v charitě a podporou katolické církve. V tomto ohledu je jeho nejvýznamnějším počinem založení kláštera milosrdných bratří v Brně s nejstarší dosud fungující nemocnicí na Moravě. K podpoře tohoto řádu vedly Jana Leopolda pravděpodobně starší příbuzenské vazby na rodiny Lichtenštejnů a Lesliů, kteří podpořili vznik klášterů Milosrdných bratří ve Valticích a Novém Městě nad Metují. Na předměstí Brna v tehdejší Václavské ulici (dnešní Vídeňské) koupil Winkelsbergův dům s velkou zahradou a následně daroval 4 000 zlatých na zřízení prvních nemocničních lůžek. Na svátek sv. Leopolda 15. listopadu 1747 byl pak založen klášter, jehož budovy s lékárnou a sálem pro ošetřování nemocných byly postaveny v letech 1749–1759. Plánovaný projekt kláštera přesahoval hranice získaného pozemku, proto Ditrichštejn následně z vlastních prostředků zakoupil ještě další pozemek od jezuitů. Až v letech 1768–1778 byl pak přistavěn kostel sv. Leopolda (opět podle projektu F. A. Grimma).
Na boskovickém panství nechal zřídit faru ve Žďárné (1748) a na jeho náklady zde byl později postaven kostel sv. Bartoloměje (1759–1760). V nedalekém Protivanově finančně podpořil přestavbu vyhořelého kostela Narození Panny Marie (1772). Navzdory předchozímu dlouholetému sporu s brněnským františkánským klášterem podporoval i tento řád a pravděpodobně se finančně podílel na dostavbě kláštera (F. A. Grimm) a obnově interiéru kostela sv. Máří Magdaleny, jemuž věnoval hlavní oltář.
Jan Leopold z Ditrichštejna zemřel v Brně v roce 1773 a na základě své poslední vůle byl pohřben v brněnském jezuitském kostele Nanebevzetí Panny Marie. Dědicem jeho majetku (Boskovice, Sokolnice, palác v Brně) se stal synovec František de Paula z Ditrichštejna (1731–1813). Součástí dědictví byly však také vysoké dluhy zanechané díky četným stavebním aktivitám Jana Leopolda, takže krátce po roce 1773 byly prodány oba paláce v Brně (palác v dnešní Masarykově ulici koupili Salmové a dům na náměstí Svobody získal ditrichštejnský hospodářský správce Antonín Leopold Boleslavský z Rittersteinu).